# Dungeons and Dragons: Shadow over Mystara
Dungeons and Dragons: Shadow over Mystara, (ou Shadow of Mystara, parfois même appelé Dungeons and Dragons 2), est un jeu vidéo du type beat them all avec des aspects jeu vidéo de rôle, développé et édité par Capcom en février 1996. C'est le second d'une série de deux jeux en arcade basés sur l'univers de Mystara (le premier volet de la saga s'intitule Dungeons and Dragons: Tower of Doom),. Il est considéré comme le dernier et le plus grand des beat them all par Gaming Age Review et comme « un des plus réussis du genre » par Jon Thompson de All Games Guide.

## Description
Shadow over Mystara se déroule dans l'univers de Mystara, un décor de campagne pour le jeu de rôle médiéval-fantastique Donjons et Dragons développé par TSR.

## Système de jeu
Dungeons and Dragons: Shadow over Mystara est un beat them all à défilement horizontal avec des éléments de jeu vidéo de rôle.

## Portage
Une compilation des deux titres de la série sortie en arcade est éditée sur deux CD-ROM en 1999 : Dungeons and Dragons Collection. Disponible seulement au Japon sur Sega Saturn et toujours éditée par Capcom, cette version du jeu est limitée à deux joueurs en mode coopératif.
Shadow over Mystara a été porté sur PC (Windows) en 2003 par MCB Interactive.